# ぶん公
ぶん公（ぶんこう、1914年〈大正3年〉頃 - 1938年〈昭和13年〉2月3日）は、オスの雑種犬である。仔犬の頃に火事の焼け跡で鳴いていたところを救われたこの犬は、大正から昭和の初めにかけて小樽の消防組の建物に住み着き、消防隊員たちに可愛がられていた。
ぶん公は隊員たちとともに消防車に乗って「出動」し、火災現場ではやじ馬たちの整理やホースのもつれ直しなどでその能力を発揮した。ぶん公の「出動」回数はその生涯で1,000回を優に超えていたといわれる。ぶん公は24歳という長寿でこの世を去り、その遺骸は剥製として残された。2006年（平成18年）には、ぶん公の功績を称えて記念碑が建立された。ぶん公については、その生涯とエピソードが子供向けの絵本や読み物となっている。名前については、ブン公、文（ぶん）、文公（ぶんこう）などの表記も見られる。

## 生涯
小樽は歴史の古い港町で、明治期になると石炭を本州に送り出す集積地となり、道内各地に向かう開拓民たちの上陸や物資陸揚げに関わる海の玄関口となって著しく発展した。小樽の人口も明治期に急増したが、増える住民数に対して家の普請が追いつかないために急ごしらえの木造家屋が増加していた。このような条件のため小樽の街は火事に弱く、2、3年に1度は街の大半に被害を及ぼす大火事が起こっていた。
ぶん公が登場したのは、小樽の街が度重なる大火からの教訓を受けて石造りの建物を作り始め、消防の整備も進められるようになった時期のことであった。
1914年（大正3年）の春、消防組は火事の一報を受けて現場に出動した。火事を消し止めた後、1匹の仔犬が焼け跡で鳴いているのが見つかった。引き取り手のないこの仔犬は、消防組の隊員たちが連れ帰って育てることになった。
仔犬は白い毛色に茶色のブチがある雑種のオスで、誰が言うともなく「ぶん公」と呼ばれるようになった。ぶん公は命の恩人である消防組第5部長の神山という人物にとりわけなついていた。他の隊員たちにも可愛がられ、エサは隊員たちの弁当を少しずつ分けてもらっていた。ときには隊員たちがお金を出し合って、近くの市場でぶん公の好物である身欠きニシンを安く分けてもらうこともあった。ぶん公は身欠き鰊の他にキャラメルも大好物だったという。
神山が定年を迎えて消防組を去った後も、ぶん公は消防車の車庫をねぐらとして引き続き消防組に住み着いた。ぶん公は賢い犬で、近所の人々や子供たちにも好かれていた。ぶん公が一番喜んだのは、眼鏡をかけてもらった上に消防組の帽子を頭にかぶせてもらうことだった。眼鏡に帽子姿のぶん公はその格好のままで建物内を得意げに歩き回って見せて、人々から好評を博していた。
ぶん公は朝の点呼の際には、「一」「二」「三…」と続く隊員たちの声に続いて最後に「ワン！」と吠えて答えた。「気をつけ」の号令では前足をそろえた上で首を上げ、「直れ」の号令を聞くまでその姿勢を崩さなかった。「敬礼」の号令がかかると、右の前足を耳のところまで上げるようになった。消防署の署長も、ぶん公のこうした様子に慣れており、「1号車、隊員4名、ぶん公、異常なし」のように号令をかけていた。

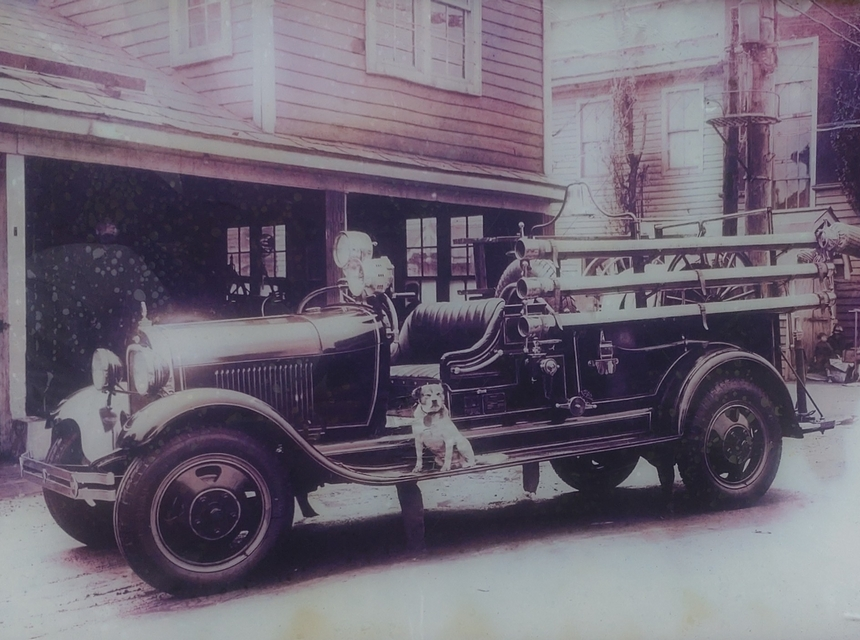
消防車に乗るぶん公の姿

やがてぶん公は誰が教えたわけでもないのに、隊員たちの作業を見習って働くようになった。通常の電話ベルと火災報知器のベルを聞き分け、火事発生となるとその吠え声で隊員たちに出動を知らせた。出動の際には、真っ先にシボレー製消防車のサイドステップに乗って出動を待ち受けていた。ぶん公は全速力で走る消防車から、1度たりとも転落したことさえなかったと伝わる。
火事の現場では、まずホースの先端をくわえて筒先係の隊員に渡し、消火活動中にホースがもつれているとその部分を直して水のとおりをよくした。ホースから水が漏れていると、吠えたてて署員たちに知らせた。さらにぶん公は、現場に集まってくるやじ馬たちが火事の現場に近づき過ぎないように非常線に沿って吠えながら巡回し、その整理までこなすほどであった。体調を崩したときには、自分だけで動物病院へ行って入院したという逸話も残っている。
ぶん公の活躍は、地元の小樽だけではなく新聞や雑誌を通じて北海道の内外にまで広まった。その「出動」回数は優に1000回を超え、小樽の人々の誇りとなっていた。同時期に東京で忠犬ハチ公が話題となっていたため、「小樽のハチ公」とも呼ばれた。やがて老境にさしかかったぶん公は、足腰が弱った上にホースをくわえて働いていたために前歯がすべて欠け、横臥している時間が長くなっていた。歯が欠けたために、好物の身欠きニシンを食べることもできなくなった。そのような状態に至っても、火災報知器のベルが鳴るとよろけながらも何とか消防車に乗り込もうとして、それを見た人々の涙を誘ったという。
ぶん公は隊員たちに見守られながら、1938年（昭和13年）2月3日の正午に24歳（人間年齢では100歳以上）でその生涯を終えた。「小樽新聞」（現：北海道新聞）は、同年2月5日付の紙面で「消防犬 文公病死 二十四歳の長命 勇しかった過去」という見出しでその死を報道した。

## 死後
ぶん公の葬儀は、死の翌日に小樽消防組葬として盛大に執り行われた。ぶん公の棺は錦の布で覆われ、その前には「小樽消防犬文公之霊」と書かれた塔婆が置かれた。地元にある龍徳寺という寺院の僧侶が招かれてぶん公のために経を読み、多くの参列者がその死を悼んだ。
ぶん公の死の知らせは、新聞やラジオで日本各地にも広まった。消防組には花輪や供え物がたくさん送られてきて、その中にはぶん公の大好物だったキャラメルが200個もあったという。高価な肉や缶詰も届けられ、当時は日本の領土であった樺太からも香典や供え物が届いた。
ぶん公はその功績を長く伝えるために剥製にされて、しばらく消防本部に飾られていた。後にぶん公は小樽市総合博物館に保存されることになり、ついで総合博物館・運河館に展示されている。後の2010年代には、熱心なファンがこの剥製を見るために本州から小樽の博物館まで訪れるようになった。ぶん公の思い出は長く記憶され、絵本や児童文学でも紹介されていた。
ぶん公の死から68年目の命日にあたる2006年（平成18年）2月3日、ぶん公顕彰の計画が動き始めた。地元小樽市の元消防団在籍者が、「消防犬ぶん公記念碑建設期成会」を発足させた。その中心になったのは、かつて消防団の副団長を務めた地元企業の会長だった。会長がぶん公の記念碑建設を思い立ったのは、「小樽市に何か恩返しをしたい」と考えていたときにぶん公の存在を思い出したことに始まっていた。そして「消防・防火の意識を多くの人に感じてもらう」ために銅像建設を決めたという。
この計画は多くの賛同者を得て、同年7月21日に記念碑の除幕式が行われた。記念碑は小樽市観光物産プラザ（運河プラザ、現・ルタオ運河プラザ店）前広場にあり、銅像となったぶん公が倉庫群の方を向いて台座の上に座っている。子供たちが銅像に触れたり記念写真を撮るなどで、ぶん公と親しむことができるよう、台座は適度な高さが心がけられた。台座にはめ込まれた写真プレートには、シボレー製消防車のサイドステップに座るありし日のぶん公の姿が映し出されている。ぶん公の記念碑は人々に親しまれるようになり、好物のキャラメルの他に手編みのマフラーや帽子などが時折供えられている。12月にはクリスマスに合わせてサンタクロースの衣装が着せられ、記念撮影をする観光客も多い。
2007年（平成19年）には、小樽市内の印刷会社である石井印刷が、自社ブランド「小樽紙匠堂」のもと、後に小樽観光協会推奨のご当地キャラクターとなる「おたる運がっぱ」など計4点のオリジナルキャラクターを生み出しており、その1つであるメスの白い子犬「シャチくらら」は、ぶん公の孫とされている。翌2008年（平成20年）には携帯電話用ストラップの販売などで人気を呼んだ。
同2008年、NPO法人日本福祉愛犬協会（KCジャパン）は「第1回銀の首輪賞」をぶん公に授与した。この賞は「ペットと人間の共生のために、 社会に貢献した犬や人」を対象とする賞で、ぶん公の没後70年の命日に当たる2008年（平成20年）2月3日の「消防犬ぶん公・メモリアルコンサート」で表彰式が行われた。
2025年（令和8年）、小樽市は「消防犬ぶん公」のイラストコンクールを実施した。このコンクールには日本国内だけでなく国外からも応募があり、346点の作品が寄せられた。応募された作品は小樽市職員による1次審査ののち、小樽市消防本部および小樽消防安全協会による2次審査の結果、最優秀賞1点、優秀賞2点、審査員特別賞1点が選ばれた。最優秀賞となった沖縄県うるま市からの応募作は、小樽市消防本部の公式キャラクター原案として採用された。
"小樽市観光物産プラザ（現・ルタオ運河プラザ店）前広場のぶん公の銅像"
- サンタクロース姿のぶん公の銅像。2018年12月10日撮影。
- 2019年4月28日撮影。
- 冬服姿のぶん公。2019年1月4日撮影。

## ぶん公を題材とした作品

### 井尻正二 ぶん・金子三蔵 え『消防犬・文』
古生物・地質学者でナウマンゾウ研究などに大きな功績を残した井尻正二は、小樽の出身である。井尻は大正時代の終わりごろ、小樽・公園通りにあった消防分署の隣に住んでいた。そこには、「純粋の雑種」犬が1匹住み着いていた。井尻の見たところではお世辞にもいい犬とは言えなかったというが、その犬こそぶん公であった。
井尻は1972年（昭和47年）の随筆集『化石のつぶやき』において、ぶん公について1編の随筆を書いた。1975年には、画家の金子三蔵とともにぶん公の生涯とエピソードを題材とした絵本『消防犬・文』を創作した。井尻と金子はこの絵本で「絵本が絵本であるためには、あくまで絵が主体であり、絵が直接子供たちに話しかけるものでなくてはならない」という理念を掲げ、説明を最小限にとどめ、絵が持つ訴求力を活かすことを試みている。
『消防犬・文』は、2007年（平成19年）5月に読者からの希望で再刊された。この絵本には解説として、随筆集『化石のつぶやき』からぶん公について書いた部分が使用されている。

### 水口忠 作 梶鮎太 絵『消防犬ぶん公』
『消防犬ぶん公』は、1998年（平成10年）12月に文溪堂から上梓された。著者の水口は1929年（昭和4年）生まれで、幼いころから小樽に「ぶん公」というとても利口な犬がいたという話を聞かされていた。水口はその話を聞いてから、ぶん公が死んでから何年も経っているというのに消防の建物の前を通るたびにその姿を探していた。
大人になってからは、ぶん公がいた建物の向かいに全くの偶然でしばらく住んでいたこともあった。やがて水口は創作活動を始め、ぶん公の話を書くことになった。このとき水口は、ぶん公との間に「不思議な糸でむすばれている」縁を感じたという。
ただし、ぶん公の活躍していた時期は既に遠い過去のことであった。水口は小樽市立博物館を訪ね、剥製となったぶん公に面会した。ぶん公の剥製は非常に保存状態が良く、毛並みを撫でたり目を見たりしていると、ありし日の活躍が想像できるほどだった。小樽市消防本部や小樽市立博物館などの協力を得て、水口は1編の童話を書き上げることができた。
水口は後に、ぶん公記念碑の賛同者に名を連ねることになった。記念碑の説明文も、水口が子供たちにもわかりやすいようにと配慮して書いたものである。2007年（平成19年）に水口は「ぶん公の歌」を作詞し、この歌はぶん公の没後70年の命日に当たる2008年（平成20年）2月3日に「消防犬ぶん公・メモリアルコンサート」で初披露された。
記念碑を見て、設置場所である運河プラザに「あの銅像の犬は何?」と質問する観光客も多く、日本国外の観光客からの質問も多いことから、2013年（平成25年）には『消防犬ぶん公』を英訳した冊子が製作された。日本語版『消防犬ぶん公』 を購入した希望者にはこの英訳冊子がプレゼントされ、好評を得ている。